# Сиудад Лопес Матеос
Сиудад Лопес Матеос (на испански: Ciudad López Mateos) е град в щата Мексико, Мексико. Градът е с население от 489 160 жители (по данни от 2010 г.). Кръстен е на Адолфо Лопес Матеос, президент на Мексико между 1958 – 1964, който е роден в града.